# Antennablennius adenensis
Antennablennius adenensis es una especie de pez de la familia Blenniidae en el orden de los Perciformes.

## Morfología
• Los machos pueden llegar alcanzar los 5 cm de longitud total.

## Reproducción
Es ovíparo.

## Hábitat
Es un pez de mar y de clima tropicalque vive entre 0-2 m de profundidad.

## Distribución geográfica
Se encuentra desde el Mar Rojo hasta el Golfo Pérsico y el Pakistán.